# Народный союз Германии по уходу за военными захоронениями
Народный союз Германии по уходу за военными захоронениями (нем. Volksbund Deutsche Kriegsgräberfürsorge), также известна как Народный союз Германии по уходу за военными могилами — немецкая гуманитарная общественная организация, задачей которой является забота и создание захоронений немецких солдат за пределами Германии, а также сбор данных о немецких воинских захоронениях за рубежом. Официальный лозунг объединения — «Примирение над могилами — работа во имя мира».
Народный союз поддерживает родственников в вопросах ухода за военными могилами, консультирует общественные организации и отдельных лиц, осуществляет международное сотрудничество в области ухода за воинскими захоронениями и содействует организации международных молодёжных встреч на местах захоронений погибших и умерших. Большое значение придается разъяснительной работе с общественностью.

## История
Организация была создана после Первой мировой войны, 16 декабря 1919 года. В связи с рядом причин, послевоенное немецкое правительство было не в состоянии ни политически, ни экономически заботиться о могилах павших. Члены нового общественного объединения, которым явился союз, восприняли задачу сохранения и организации воинских захоронений как возложенную на него всем народом гражданскую инициативу. Таким образом, до начала 1930-х годов Народный союз Германии оборудовал огромное количество воинских захоронений.
После 1933 года руководители Народного союза примкнули к господствующей идеологии национал-социалистического правительства. С 1939 года обустройство солдатских кладбищ периода Второй мировой войны в условиях идущих военных действий взяла на себя похоронная служба вермахта.
В 1954 году правительство ФРГ поручило Народному союзу Германии по уходу за военными захоронениями поиск немецких военных захоронений за рубежом, сохранение и уход за ними.
- Почтовая марка 1956 года
- Почтовая марка 1969 года

## Современность
В настоящее время Союз действует в Европе и Северной Африке, охватывая своей работой территории более чем 100 стран мира, под его опекой находятся свыше 827 военных кладбищ в 45 странах. С каждой из этих стран заключены соответствующие соглашения. Так, Германия и Хорватия подписали соответствующее соглашение в 1996 году
В организации трудятся 558 штатных и 10 тысяч добровольных сотрудников, а всего его членами являются около 1,6 миллиона человек. Согласно другим источникам, общее число захоронений — примерно 1,9 млн. Деятельность Народного союза на 85 % финансируется за счет взносов и пожертвований, а также средств, поступающих от добровольных сборов, проводящихся один раз в год по домам и на улицах Германии.

### Уход над захоронениями
Одним из аспектов работы союза является уход за могилами советских и немецких граждан, погибших во время боевых действий, а также граждан, умерших в концентрационных лагерях и на принудительных работах в Германии является, по словам председателя организации Райнхарда Фюрера
конкретным выражением взаимопонимания и примирения между народами ФРГ и РФ.

### Работа над созданием кладбищ
Проблематика работы союза достаточно широка: многие из более сотни тысяч захоронений очень трудно установить, они разрушены, застроены различными постройками или разграблены и практически уничтожены.
Несмотря на это, за последние годы в странах Восточной, Центральной и Юго-Восточной Европы союз восстановил или создал заново более 300 кладбищ солдат погибших в период Второй мировой войны и более 190 захоронений немецких граждан, погибших на полях Первой мировой войны. В числе этих захоронений — и 52 центральных кладбища, на которых собираются останки немецких солдат со всего региона, где они созданы. В настоящее время оборудуются и благоустраиваются ещё 30 кладбищ. Около 584 тысяч погибших и умерших были перезахоронены работниками союза и добровольцами.

### Информационная работа
Занимаясь обустройством и сохранением кладбищ, Народный союз чтит память погибших в годы войны. Обширные захоронения напоминают живым о прошлом, о последствиях, которыми чреваты война и насилие.
С этой же целью Народный союз организует поездки всех желающих к местам военных захоронений, проводит национальные и международные молодёжные лагеря, гости и участники которых ухаживают за немецкими солдатскими кладбищами; Народный союз также распространяет информацию о своей деятельности в школах и местах проведения досуга. Кроме того, вблизи четырёх кладбищ в разных точках Европы организованы молодёжные центры, где, по словам создателей официального сайта союза,
созданы идеальные условия для вовлечения школьников и других категорий молодёжи в воспитательные проекты во имя мира.

#### Всенародный День скорби
Всенародный День скорби, который Народный союз ежегодно проводит в ноябре по всей Германии при широком участии важнейших политических и общественных организаций и населения, отмечается, как День памяти и призыва к миру.

## Деятельность на территории бывшего СССР
Во время германской оккупации части территории СССР был создан ряд немецких воинских кладбищ. Сразу после освобождения территории СССР советскими войсками, эти захоронения целенаправленно уничтожались. Так 3 октября 1942 года заведующий Орловским областным отделом коммунального хозяйства Шатов и инженер по водопроводу Гурьянов докладывали в Главное управление благоустройства городов Народного комиссариата коммунального хозяйства РСФСР о перезахоронении немецких трупов в Ельце в скотомогильниках:

Перезахоронение немецко-фашистских трупов по г. Ельцу произведено в апреле месяце в количестве 148 трупов, собранных из могил и разных мест города и трупов животных в количестве до 500 штук. Для захоронения трупов немецко-фашистских солдат и офицеров выбрано место, отвечающее требованиям Госсанинспекции — скотомогильники, находящиеся на расстоянии 1 км от города, с низким уровнем грунтовых вод, на возвышении, не затапливаемой паводками и весенними водами.
Уничтожение сопровождалось демонстративно-презрительным отношением. Так, в Вязьме «один из госпиталей НКО устроил в могильник спуск сточных вод».
Опознавательные знаки с немецких кладбищ на освобожденной территории снимались, а земля использовалась для сельскохозяйственных работ. Народный комиссар здравоохранения СССР Георгий Митерев сообщал:

При захоронении надмогильные холмы сравнены, участки запаханы и засеяны (например, в Гжатске разбит огород).
Из Ржева 18 мая 1943 года докладывали, что «сбиты все немецкие кресты и ограды на четырёх немецких кладбищах». Великолукский районный отдел здравоохранения и государственный санитарный инспектор сообщали в Народный комиссариат здравоохранения СССР 22 мая 1943 года, что на месте массовых захоронений «вражеских трупов» 1941 года «кресты и могилы все уничтожены, место сравнено и часть распахана».
По мнению председателя союза Райнхарда Фюрера, Народный союз по уходу за военными захоронениями успешно сотрудничает с российскими властями в целях сохранения памяти о погибших во Второй мировой войне. В соответствии с межправительственным соглашением между Россией и ФРГ от 29 января 1993 года о совместном уходе за военными могилами, германская сторона в лице Народного союза Германии взяла на себя обязательство следить за сохранностью захоронений советских воинов на территории своей страны. Также с 1993 года правительство ФРГ взяло на себя все расходы по содержанию мемориалов в память о погибших во Второй мировой войне и расположенных на территории страны захоронений военных времён. В ответ германской стороне разрешено обустраивать немецкие военные кладбища на территории России.
Согласно данным МВД России, на территории бывшего СССР находятся 1722 военных кладбища, на которых, по предварительным оценкам российской стороны, погребены останки 230 тысяч военнопленных и интернированных из 2 млн 309 тысяч немецких солдат и офицеров, находившихся в советском плену. Как заявил Райнхард Фюрер,
Солдаты Второй мировой войны имеют право на покой, жертвы войны и насилия не должны предаваться забвению.